# 長洲太平清醮

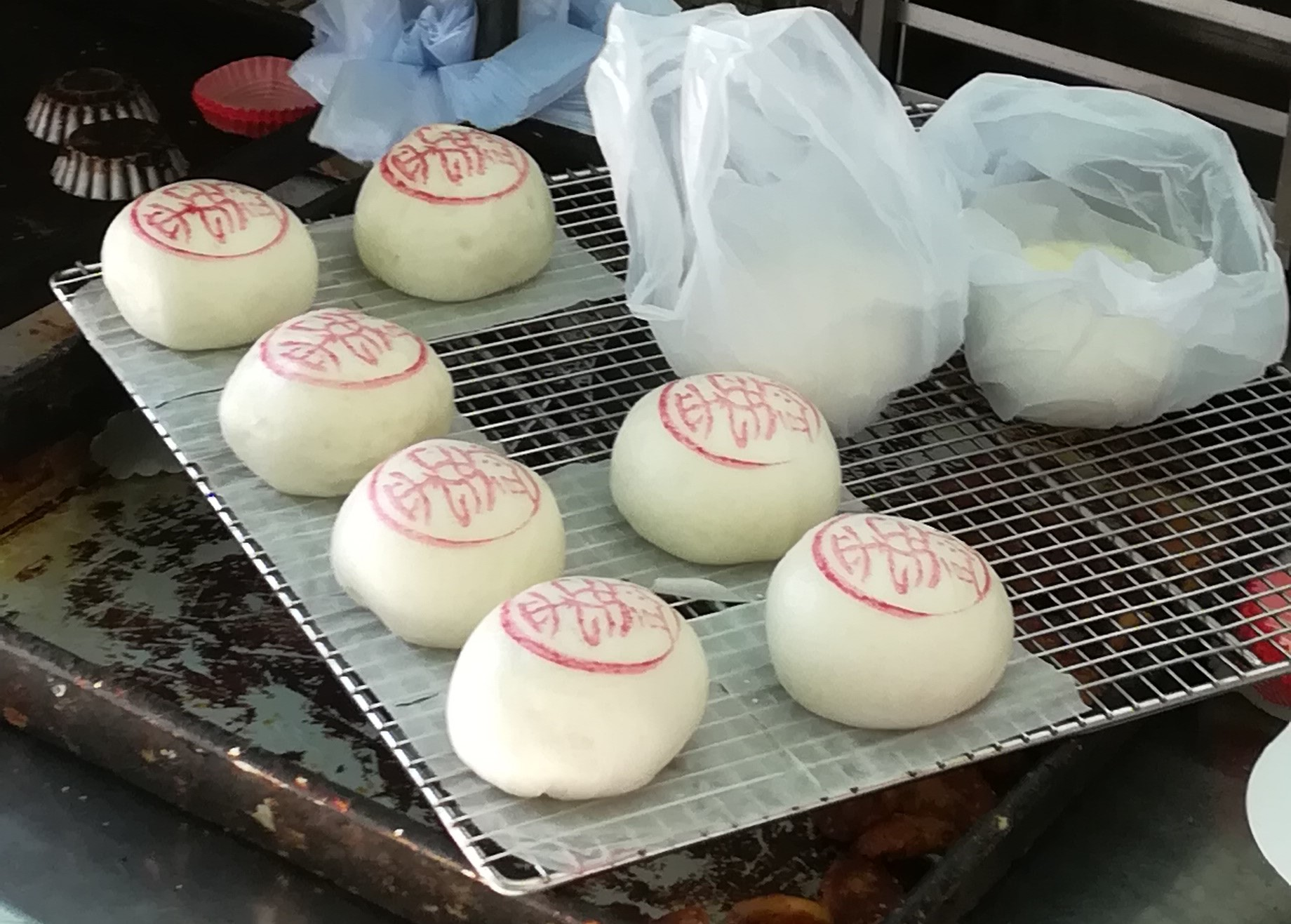
長洲太平清醮平安包，2018年5月15日攝於長洲

長洲太平清醮（英語：Cheung Chau Da Jiu Festival），是在香港長洲居民舉辦的一項太平清醮活動，主祀玄天上帝（北帝），於每年春季舉行，2001年起定農曆四月初八（即佛誕）舉行正醮，為當地最大規模的一個傳統活動，每次均會吸引不少香港市區居民和外國旅客專程慕名來參觀。該活動最受矚目的項目為搶包山和飄色巡遊，其中曾多年停辦的搶包山民俗活動已自2005年起改以搶包山比賽形式舉行。2011年，長洲太平清醮連同大澳端午遊涌、大坑舞火龍和香港潮人盂蘭勝會成為第三批中國國家級非物質文化遺產。長洲太平清醮更因其獨特的色彩，而獲美國《時代週刊》雜誌網站選為「全球十大古怪節日」之一。由於該醮會以三座大包山為最明顯的標誌，故又稱包山節（Cheung Chau Bun Festival）。香港政府則將搶包山比賽及其相關活動稱作包山嘉年華（Bun Carnival）。
長洲太平清醮期間，一向都是齋戒，禁食肉類，蛋類，奶品，直至巡遊完畢才可以開齋，而麥當勞長洲分店亦會配合習俗整日停止供應蛋奶及肉類食品，並期間限定供應「素菇包」。隨著時代影響文化而改變，宗教儀式不斷被簡化，居民參與亦逐漸地減退，有餐廳在醮會期間破戒出售葷菜長洲太平清醮在旅遊業的推廣及贊助商的支持下，出現了商業化的現象，例如推出了以平安包為題材的平安扇、平安鎖匙扣及平安環保購物袋等等，平安包更衍生了多款味道。
由康樂文化事務署特意與長洲太平清醮值理會設計，沿用十年、植根民心及滿載港人集體回憶官方「平安」兩個圖案字，被一間名為「一百度有限公司」在2014年3月28日向香港政府知識產權署商標註冊處申請商標註冊，商標圖像與康文署官式「平安」圖案字一式一樣。該公司向商標註冊處填報的資料，商品或服務說明為28及30類別，即遊戲器具和玩具及食物產品。食物產品包括咖啡、茶等代用品；米、麵粉和穀類製品；麵包、糕點和甜品，以至食鹽、醋等等。公司似乎欲以「平安」圖案字做商標品牌。
由於2019冠狀病毒病香港疫情，2020年至2022年的長洲太平清醮儀式被大幅簡化，取消了飄色巡遊，康文署亦宣布取消太平清醮後舉行的搶包山比賽。

## 起源
關於這個每年吸引眾多旅客參觀的節日，究其起源，據長洲建醮值理會提供的官方說法，清朝中葉時長洲島上發生瘟疫，島上居民被傳染，更有居民因而喪生，故此到長洲北帝廟舉行醮會，並齋戒三天以示尊敬，疫症才得以消失。
另一說是指太平清醮源自香港島太平山街，當年因為太平山街附近地區發生鼠疫，有一名海陸豐居民把家中供奉的北帝移到街上，讓人上香祈福後，鼠疫很快就消退。自此居民每年均會在太平山街舉行太平清醮，及後香港政府為防止引發火災，禁止居民在太平山街打醮，居民遂將太平清醮移往海陸豐人聚居的長洲，維持每年一次的傳統。

## 值理會
長洲太平清醮的行政組織是香港長洲太平清醮值理會，於百多年前成立，由熱心參與打醮事務的居民所組成。初時長洲居民有門戶之見，不同祖籍的居民聚居於不同的街道，惠州、海陸豐（同屬福佬民系）、潮州族群居於北社街和新興街，廣府人居於島上商業中心的大新、中興及興隆街，統稱為陸上居民，而被稱為蜑家人的水上居民則聚居島西南端的西灣。在1960年以前，必須是惠海陸潮府籍的會員才可以擔任值理，其後才放寬限制，廣府人也可以參與其中。近年值理會更增設了不少職位，如各種的名譽會長、顧問等，主要是為了籌募經費。
以往值理會正、副總理的選舉，以及太平清醮選擇日子，都是在農曆正月上旬於長洲北帝廟內杯卜決定，參選總理的候選人會聚集於北帝廟內，各擲10次卜杯，以得到最多「聖杯」（兩「杯」呈一陰一陽）者獲選為正總理，而數量次者則當副總理，若二人或以上「聖杯」數量相等，亦會一同當選。當年正總理會在農曆四月初一至十五之中以卜杯擇定該年太平清醮之日子，其法由四月初一起逐日擲3次卜杯，能擲得兩次「聖杯」、一次「寶杯」（兩「杯」皆陰）的那天就是北帝所選定的日子；卜定日子後，再於該晚的子時開始每個時辰擲一次杯，直到首個擲出「聖杯」的時辰就是該年太平清醮開始的時間。在2001年當年正總理卜中四月初八為醮日，亦是佛誕的公眾假期，值理們趁機向北帝請求把太平清醮的日子永遠定在農曆四月八日，杯卜的結果是「二聖一寶」，獲得北帝答應，自此以後太平清醮的日子就定在四月初八，無須每年以杯卜求問。

## 慶典

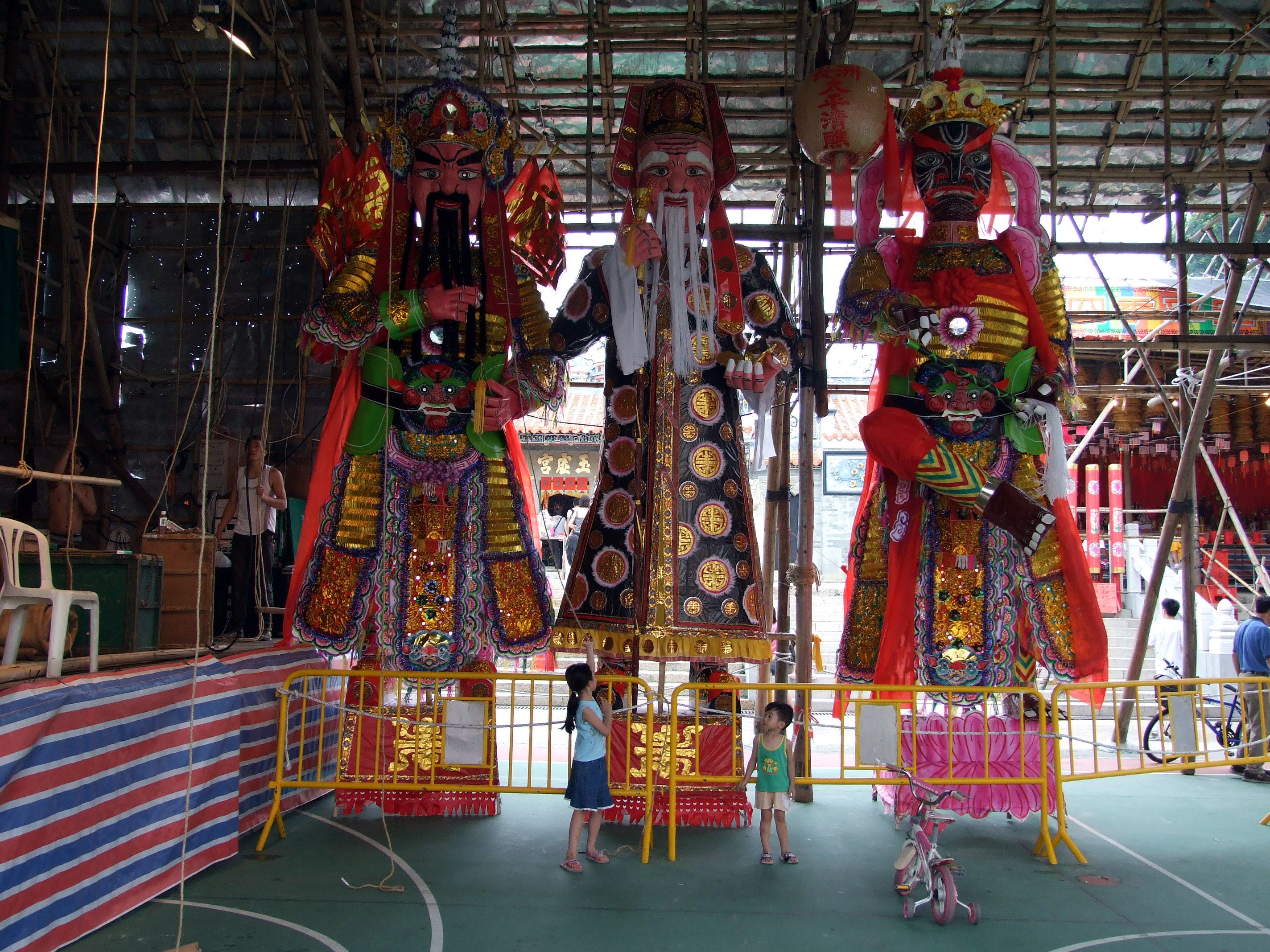
神棚內三大紙紮神像，分別為大士王、土地公公及山神

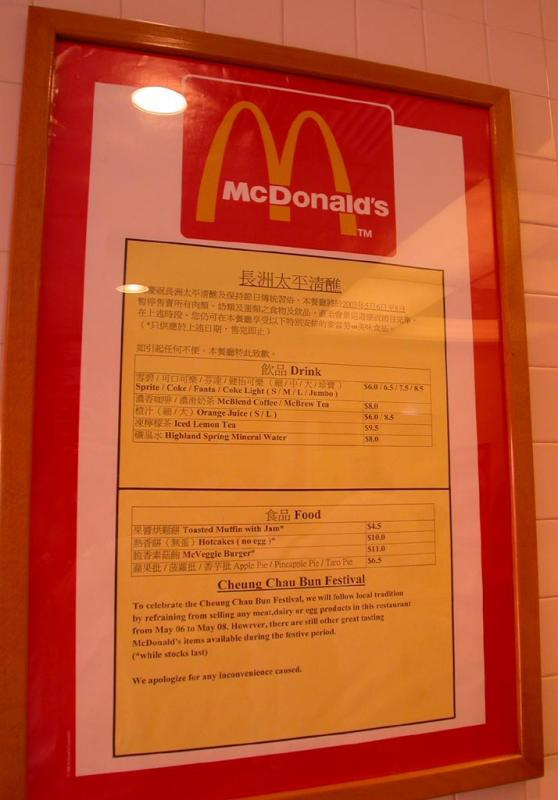
長洲麥當勞貼出只供應素食的告示

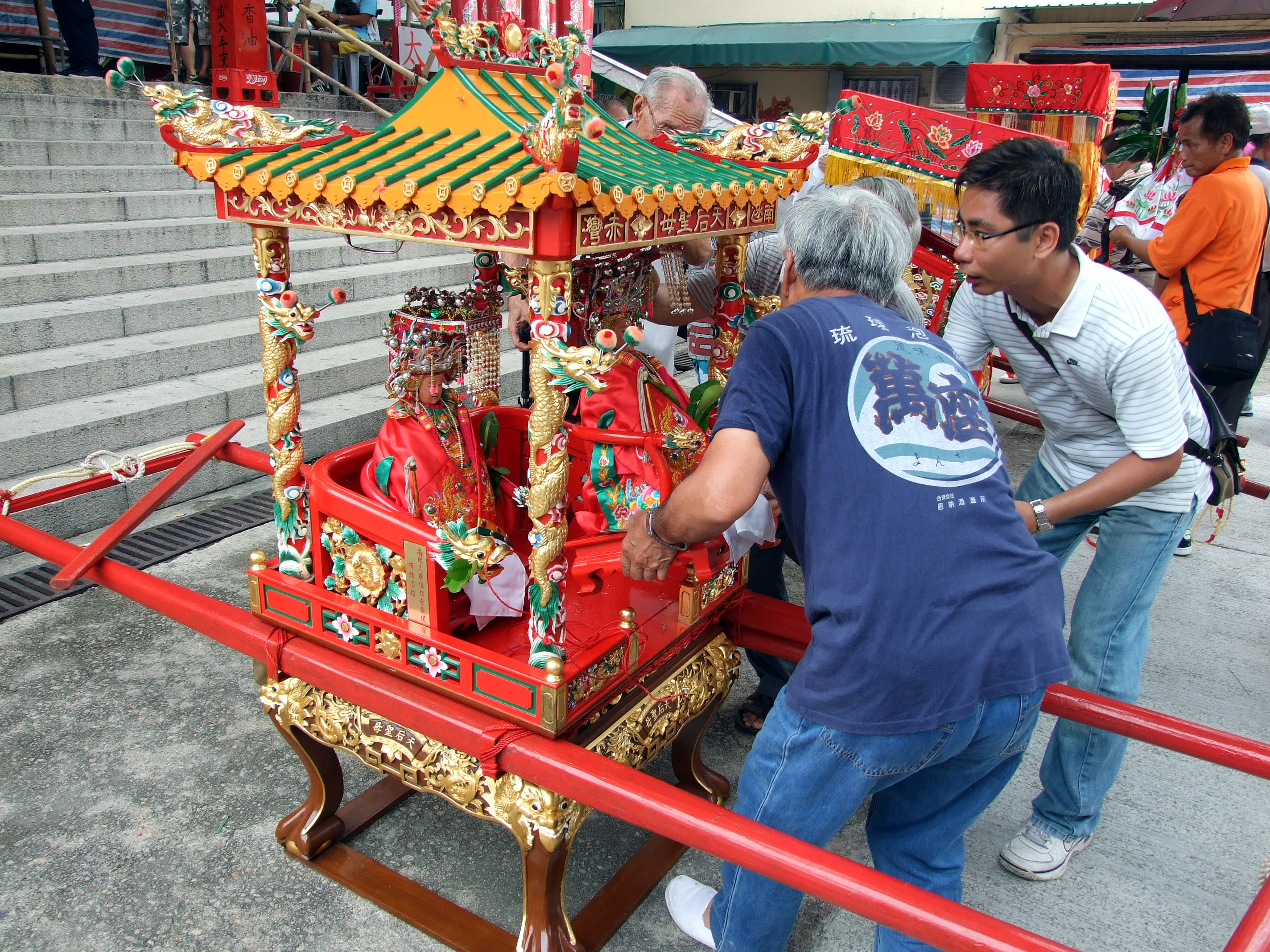
迎神

慶典長達整星期，以福佬族群儀式進行，打醮期間必需禁止殺生及進行齋戒，使肉體和精神上潔淨。所以打醮期間全長洲只有素食供應，連島上的麥當勞餐廳也不例外，只供應香菇包、薯條、蘋果批等無肉之食物。隨着時間改變及因應遊客「多加意見」下，有部份食肆已同時「賣齋又賣雜」，反觀堅持齋戒三天（打醮前連續三天）者已經減少，主要是長洲本土居民會堅持之。
長洲太平清醮正日前三天開始「迎神」，由福佬籍正一派道士到長洲各廟宇請神明到北帝廟建醮場地，早上先到北社天后廟迎請天后，聯同北帝廟內的長洲北帝及太平山街北帝，作簡短的巡街遊行，然後再到洪聖宮及中興街天后廟迎請洪聖和天后；午後西灣媽勝堂值理會迎請西灣天后，同時喃嘸師傅到水月宮及南氹天后廟，接神至關公忠義亭，聯同關帝，一起迎請至神壇。同日晚上進行「開光」儀式，於午夜起醮及全島齋戒。正日前一天中午進行「走午朝祭神」。

### 會景巡遊

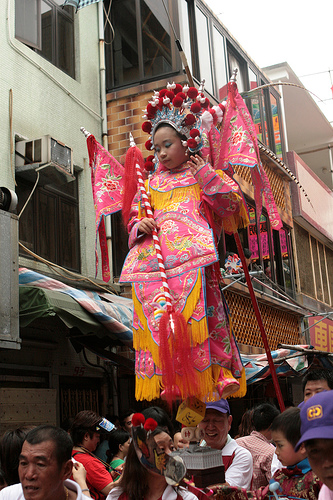
飄色巡遊

正日的會景巡遊是節慶的高潮，飄色、醒獅及麒麟隊在島上巡遊。從前的巡遊只是由當地居民帶著神祇的神龕，在島上的主要街道上走一圈，以示諸神祝福蔭庇島上居民。直到1930年代才從廣東佛山沙灣引入了飄色巡遊，小孩裝扮成古今人物或傳說中的角色，站在附有支架的手推花車上，每輛花車都有一個獨立的故事主題，現在的主題以針砭時弊為主，巡遊隊伍穿梭長洲大小街道。現時會景巡遊的隊伍仍舊以神祇的神龕為首，隨後為飄色車隊，還加入了牧童笛隊、土風舞隊、銅管樂隊等，令巡遊隊伍更加多采多姿。

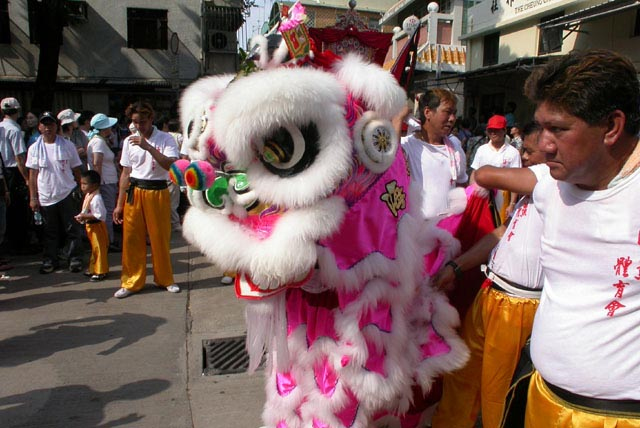
醒獅
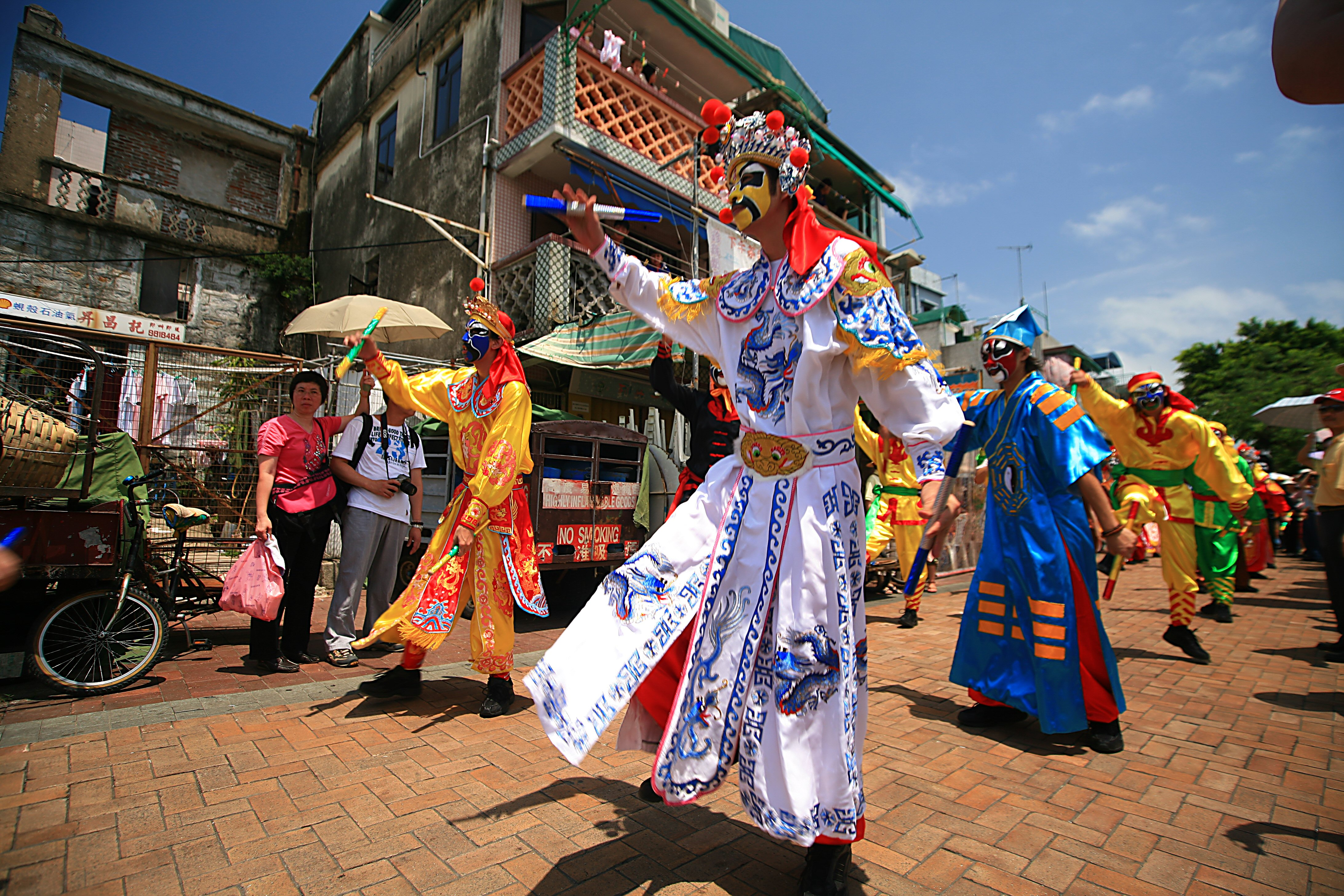
英歌隊伍

### 祭大幽

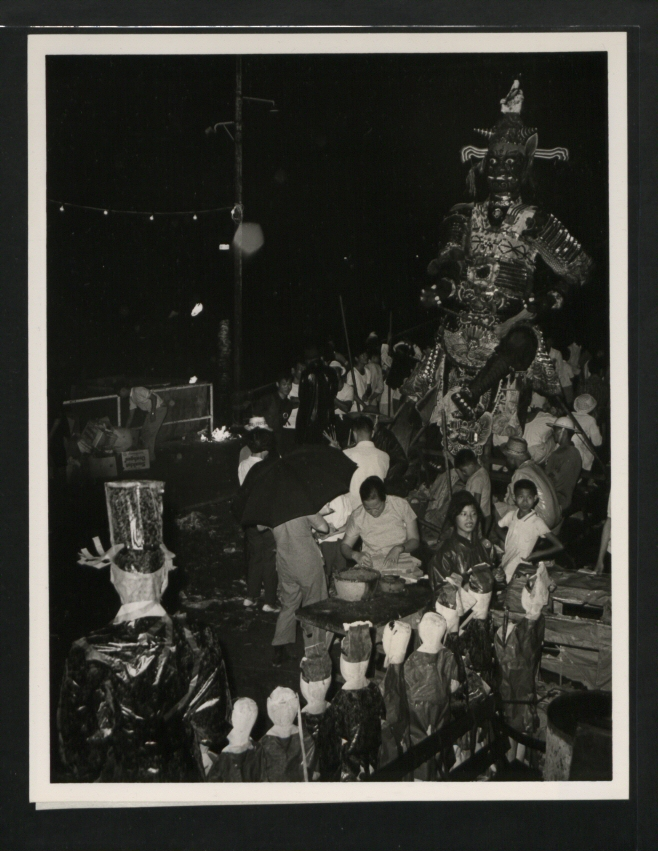
1969年大士出巡

晚上祭大幽及恭送鬼王回天。按照福佬習俗擺天席供孤魂野鬼享用，每席擺放燈籠照明，以及食品、日用品等祭品。再由道士念經施食。
祭大幽後，工作人員會把紙紮大士王抬離大士棚，然後繞醮場一周，再送走，最後把大士王火化，正醮結束。

### 搶孤

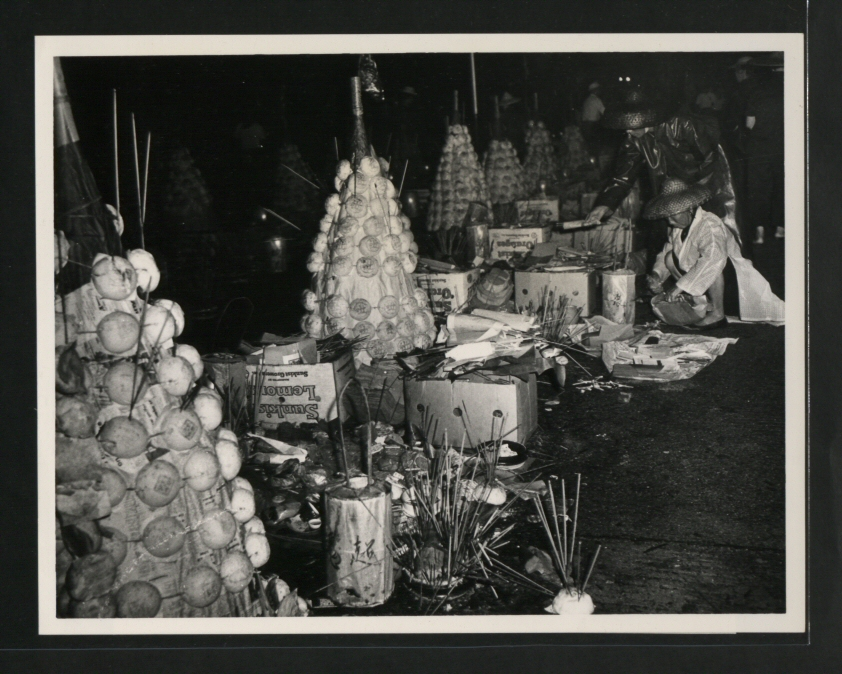
1969年的搶孤，搶天席祭品

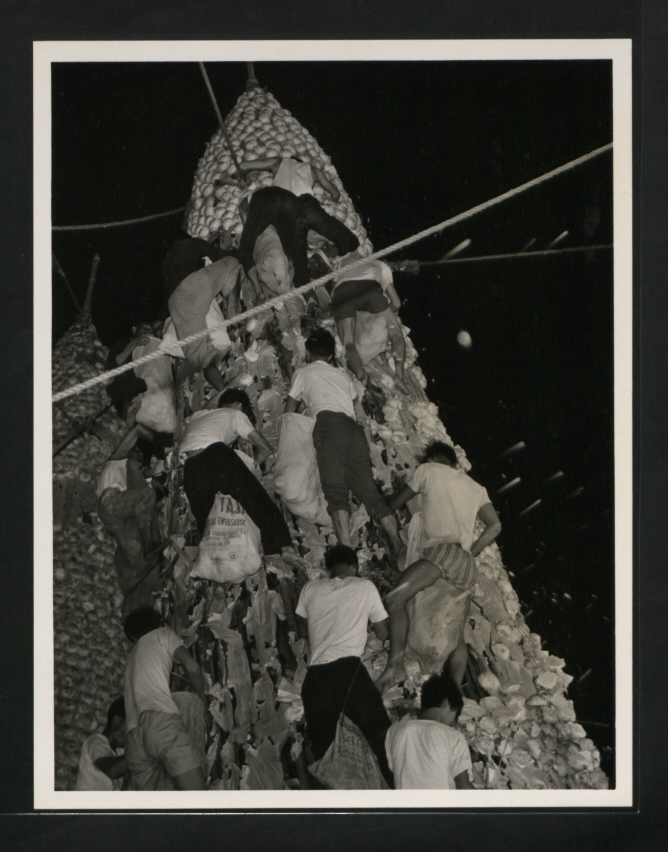
1969年搶包山

於午夜宣佈齋戒完畢，各善信到北帝神前膜拜及進行搶孤活動。人們會搶奪祭品，包括天席和北帝廟前三個用竹棚搭成、掛滿平安包的包山。其中搶包山是盛典的焦點，因為包山的緣故，故長洲太平清醮又名「包山節」。由當年之建醮總理負責於子夜時分敲打大鑼後，參加者就會爬上包山，盡他們的所能搶奪掛滿用竹棚的平安包，而搶到的平安包會分派給其他居民。如果成功搶到包山上的包子，全家人在一年來會行好運，而且搶得越高的包，就更加好運。由於每個人都希望搶到越高的包，自然會出現你爭我奪的場面。「搶包山」活動在1978年5月發生包山倒塌事故。自此之後，「搶包山」於翌年開始停辦，大會改以分派形式將平安包發給島上街坊。
在「搶包山」活動完結後「謝天地」。翌日派發平安包予各街坊，每人可獲派6個，派出數量達到25,000個。於下午「送神回廟」後結束整個慶祝活動。

## 包山嘉年華
自從1978年發生包山倒塌意外造成多人受傷後，搶包山便一直被禁止舉行。在2005年起恢復舉行「搶包山」，但已由民俗活動改為比賽，而所用的包山亦為另外搭建，並非祭祀所用的三座包山，由香港長洲太平清醮值理會與康樂及文化事務署聯合主辦，稱為「包山嘉年華」，在北帝廟遊樂場足球場舉行，讓旅客有機會再次親睹這項特色盛事。其中的「攀爬嘉年華」更可讓市民即場報名後，攀爬上高達14米的「包山」。壓軸項目「搶包山比賽」於晚上11時30分至翌日凌晨12時半舉行，由選拔賽出線的12名好手角逐，於2009年設定兩個名額予選拔賽中成績最佳的女參賽者。復辦後的「包山」改為以鋼鐵支架取代竹棚搭建，進行比賽的「包山」高約14米，直徑約3米，外圍用竹枝覆蓋，再貼上約9,000個平安包，從前「郭錦記」是太平清醮御用製包店，但自2007年開始由真包子改為塑膠製成的仿真包，包山劃分為高、中、低三個區域，分別掛上9分、3分和1分的包子，在3分鐘內摘取包子總分數最高的參賽者為勝。2008年增辦接力邀請賽，由本地大專院校和紀律部隊組成的8支隊伍獲邀參加，2009年改為來自廣州、深圳及澳門的3支海外隊伍和5支長洲隊伍進行國際接力邀請賽。

## 宗教衝突事件
2005年5月14日（農曆四月初七佛誕前夕），約二十名「基督純道福音教會」人士身穿黃色T恤，手持木製盾牌及長槍，高喊「耶穌在長洲」及「耶穌得勝」等口號，要求進入北帝廟。值理會多名職員指他們手持盾牌及長槍是攻擊性武器，在佛誕前遊行是不尊重神靈，是挑釁行為，不容許他們進入北帝廟範圍。雙方一度發生輕微推撞，最後經警員調停後，該批人士才改路而行。多名長洲居民對教會人士表示不滿，認為他們的行為是不尊重其他宗教行為。

## 外部連結
- 旅發局：長洲太平清醮（页面存档备份，存于）
- 康文署：包山嘉年華
- 長洲太平清醮 （页面存档备份，存于）
- 長洲玩樂攻略 4/4 2017年長洲太平清醮 (活動已完結)（页面存档备份，存于）
- 立法會民政事務委員會資料文件 立法會民政事務委員會資料文件 保護及推廣香港的非物質文化遺產 非物質文化遺產 非物質文化遺產：長洲太平清醮（页面存档备份，存于）
- 長洲太平清醮（页面存档备份，存于）
- 長洲太平清醮（页面存档备份，存于）
- 長洲太平清醮（页面存档备份，存于）

### 記錄片
- 道在人間 第31集 長洲太平清醮（页面存档备份，存于）
- 道在香港 - 太平清醮（页面存档备份，存于）